# Luís Gonzaga do Monte
Luís Gonzaga do Monte (Vitória de Santo Antão, 3 de janeiro de 1905 — Natal, 28 de fevereiro de 1944), conhecido como Padre Monte ou Cônego Monte, foi um sacerdote católico brasileiro, presbítero do clero de Natal e sócio-fundador da Academia Norte-Riograndense de Letras.

## Biografia
Luís Gonzaga do Monte nasceu numa família modesta, primogênito de cinco irmãos, entre eles Dom Nivaldo Monte. A vida de sua família foi marcada por mudanças frequentes devido à profissão de seu pai nas estradas de ferro, levando-os a se estabelecerem em Natal, Rio Grande do Norte, em 1917.
Iniciou sua jornada espiritual aos 14 anos no Seminário de São Pedro em Natal, onde também participava da Congregação Mariana. Durante seus anos de formação no seminário, dedicou-se aos estudos de Filosofia e Teologia. Devido à condição financeira simples da família, sua mãe (Dona Belarmina Monte) teve que contribuir com serviços de lavadeira para o seminário em troca da formação educacional de Monte. Monte foi ordenado padre em 18 de setembro de 1927.
Como padre, assumiu as funções de Capelão do Colégio da Imaculada Conceição (CIC), do Colégio Santo Antônio (Marista) e da Igreja de Nossa Senhora do Rosário dos Pretos. Foi também assistente eclesiástico da Congregação Mariana e da Ação católica na Arquidiocese, e diretor espiritual do Seminário de São Pedro.
Em 1941, foi nomeado cônego honorário do cabido da Arquidiocese de São Luís do Maranhão.
Padre Monte dominava quase quinze idiomas e contribuiu significativamente para a fundação da Academia Norte-Riograndense de Letras. Atuou como catedrático de Latim no Atheneu Norte-Riograndense, e ainda lecionou na Escola Técnica de Comércio e no Seminário de São Pedro.
Tinha profundo interesse na relação entre ciência e religião, refletido em suas obras e pensamentos. Seu trabalho "Fundamentos Biológicos da Castidade", por exemplo, tentou conciliar aspectos científicos com a moralidade católica. Também pesquisou sobre a geologia potiguar, sendo o descobridor da scheelita no Rio Grande do norte.
Além disso, Padre Monte dedicou-se à evangelização pela impressa, sendo um dos principais escritores do jornal católico A Ordem, onde defendia a doutrina e a Igreja Católica dos ataques sofridos.
Padre Monte morreu de tuberculose em 28 de fevereiro de 1944.

## Beatificação
Em 10 de dezembro de 2004, a Arquidiocese de Natal pediu à Congregação para a Causa dos Santos a autorização para a abertura do processo de beatificação do Padre Monte. Em junho de 2005 a Congregação deu o parecer favorável com o Nihil obstat, concedendo ao padre Monte o título de Servo de Deus. Atualmente o processo está em tramitação na Arquidiocese de Natal, com investigação das virtudes do sacerdote e registro de graças atribuídas a intercessão de padre Monte.

### Oração a Padre Monte
Ó Deus, fonte de todo o bem e luz da verdade, Vós ornastes o coração do vosso servo Padre Luís Gonzaga do Monte com as virtudes da bondade, simplicidade e piedade, e iluminastes a sua mente com sabedoria celeste e terrestre, tornando-o mestre espiritual de tantas almas, concedei-nos a graça de venerá-lo entre os vossos Bem-aventurados e atendei aos pedidos que vos fazemos por sua intercessão (...). Por Cristo Nosso Senhor. Amém.